# Werkendam (Schiff, 2018)
Die Werkendam ist ein Kranschiff des niederländischen Wasserbau-Unternehmens „Van Oord“ in Rotterdam.

## Geschichte
Das Schiff wurde im März 2017 in Auftrag gegeben und am 1. Februar 2018 zu Wasser gelassen. Es ist das erste Schiff seiner Art mit vollständigem Flüssigerdgas-Antrieb. Bauwerft war die Neptune-Werft in Hardinxveld-Giessendam.
Der Bau des Schiffes wurde mit Mitteln aus dem Infrastrukturfonds „Connecting Europe Facility“ der Europäischen Union unterstützt.

## Daten
Das Schiff wird gaselektrisch von zwei Elektromotoren mit jeweils 550 kW Leistung angetrieben. Die Motoren wirken auf zwei Propellergondeln. Weiterhin ist das Schiff mit einem Bugstrahlruder mit 450 kW Leistung ausgestattet.
Für die Stromerzeugung stehen zwei Generatoren zur Verfügung, die von zwei mit Flüssigerdgas begetriebenen Motoren mit jeweils 475 kW Leistung angetrieben werden. Für das Flüssigerdgas steht ein Tank mit einer Kapazität von 37 m³ zur Verfügung, der achtern hinter den Aufbauten installiert ist. Eine Füllung reicht für einen zweiwöchigen Betrieb.
Das Schiff verfügt über einen elektrisch angetriebenen Greiferkran mit Gittermast und 4-facher Seilführung. Das Hubvermögen des Krans beträgt 20 t bei 20 m und 25 t bei 16 m Auslage.
Das Schiff ist mit zwei elektrisch angetriebenen Ankerpfähle ausgestattet.